# Klimestani
Klimestani (macedónul: Климештани) település Észak-Macedóniában, a Délnyugati körzet Debarcai járásában.

## Népesség
| Lakosok száma | 133  | 145  | 156  | 150  | 115  | 57   | 37   |
|               | 1948 | 1953 | 1961 | 1981 | 1991 | 1994 | 2021 |

2002-ben 57 lakosa volt, akik mindannyian macedónok.